# Thomas Calabro
Thomas Calabro, född 3 februari 1959 i Brooklyn i New York, är en amerikansk skådespelare. Han är mest känd för sin roll som Michael Mancini i TV-serien Melrose Place.